# Brit haderő
Az Egyesült Királyság hadereje (angolul British Armed Forces, vagyis „Brit Fegyveres Erők”, His Majesty's Armed Forces, azaz „Őfelsége Hadereje” vagy néha Armed Forces of the Crown, azaz „A Korona Hadereje”) a szárazföldi haderőből (British Army), a légierőből (Royal Air Force), a haditengerészetből (Royal Navy) és a tengerészgyalogságból áll.

## Az Egyesült Királyság fegyveres erőinek főbb adatai
- Az Egyesült Királyság katonai költségvetése: 48,3 milliárd amerikai dollár(így a világ hetedik legnagyobb katonai költségvetésével rendelkező ország, Franciaország után, megelőzve Németországot és Japánt), a GDP 1,9%-a.
- Aktív: 240 200 fő (ebből 3640 fő gurka katona, 17 870 nő)
- Tartalékos: 195 300 fő
- Mozgósítható lakosság: 14 607 724 fő, melyből katonai szolgálatra alkalmas 12 046 268 fő.

## Brit Hadsereg (British Army)

A Brit Hadsereg (British Army) zászlaja.

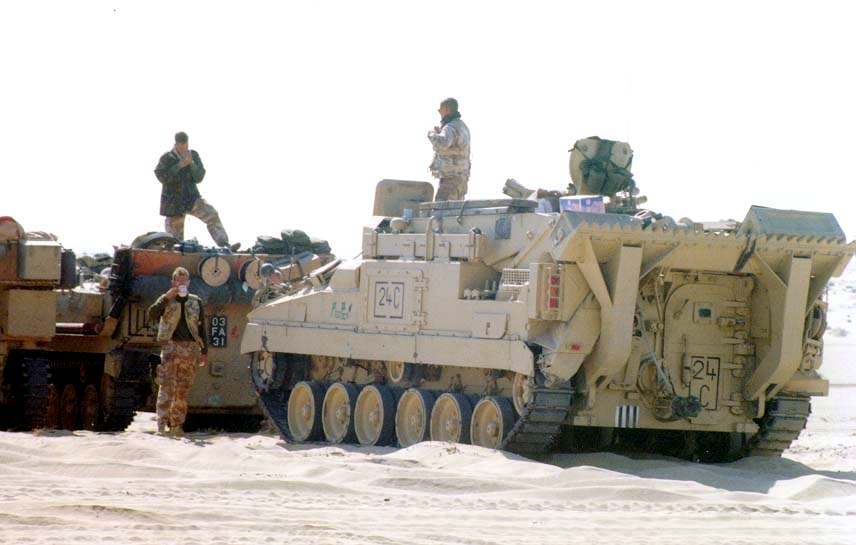
Warrior

Létszám
114 800 fő
Állomány
- 6 páncélos ezred
- 4 páncélos felderítő ezred
- 6 gépesített gyalogos zászlóalj
- 9 páncélos gyalogos zászlóalj
- 25 gyalogos zászlóalj
- 3 légideszant zászlóalj
- 3 gurka zászlóalj
- 1 különleges (SAS) ezred
- 11 tüzér ezred
- 4 légvédelmi ezred
- 11 műszaki ezred
- 5 repülő ezred

Tartalékos
- 4 felderítő zászlóalj
- 15 gyalogos zászlóalj
- 2 kisegítő ezred
- 3 tüzér ezred
- 4 légvédelmi ezred
- 5 műszaki ezred
- 1 repülő ezred

### Honi területeken kívül állomásozó erők
- Németország: 23 500 fő
- Ciprus: 3500 fő
- Gibraltár: 3500 fő
- Brunei: 900 fő

### Fegyverzete
- 386 db Challenger 2 harckocsi
- 475 db felderítő harckocsi
- 3069 db páncélozott gyalogsági harcjármű
- 457 db tüzérségi löveg: 278 db vontatásos, 179 db önjáró
- 270 db helikopter (122 db harci, 148 db támogató)

## Királyi Légierő (Royal Air Force)

### Szervezete, felépítése

Harrier, Oshkosh 2003

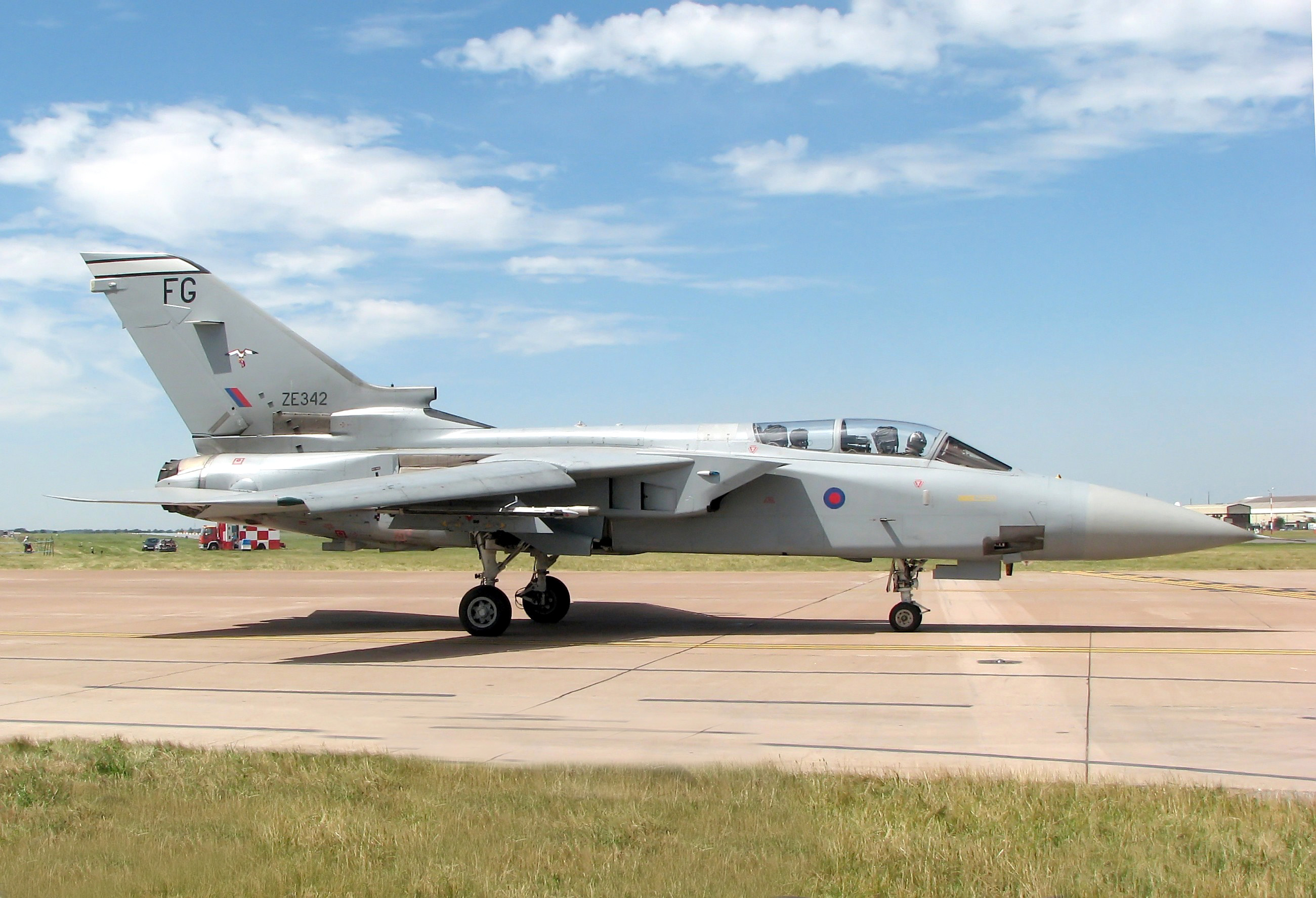
Brit Tornado F3

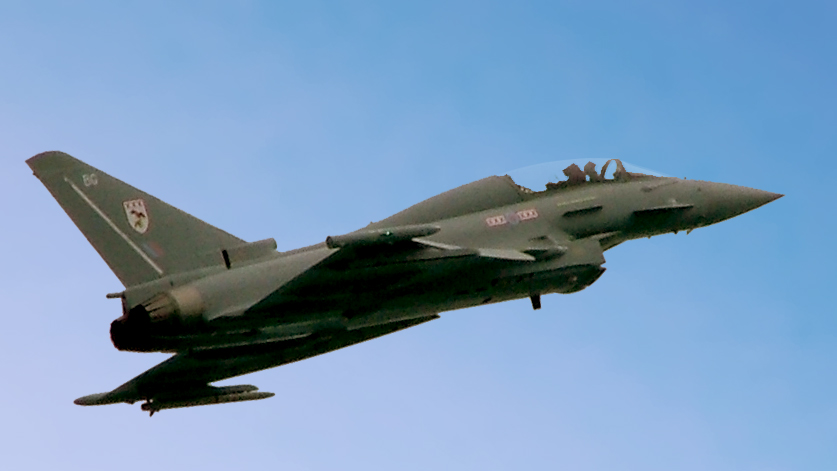
Brit Typhoon

Létszám
53 300 fő
Repülési idő a pilótáknak: 218 óra
Állomány
- 10 közvetlen támogató század
- 5 vadászrepülő század
- 10 felderítő század
- 4 szállító repülő század
- 7 helikopteres század

### Fegyverzete
- 332 db harci repülőgép (Tornado, Jaguar, Harrier GR5/GR7/GR9)
  - A Brit Királyi Légierő 2006-tól kezdte meg 232 db Eurofighter Typhoon 4. generációs repülőgép leszállítását. Első részletben 55, majd 89, illetve később 88 érkezik a szigetországba. Ezek a gépek az elavuló félben lévő Tornadokat váltják le az Egyesült Királyságban.
  - Harminchárom évnyi szolgálat után 2007 áprilisában "nyugdíjazzák" a Királyi Légierőnél, a Royal Air Force-nál még üzemben lévő tíz Jaguar típusú repülőgépet. 2004-ben jelentette be a kormány, hogy 2007 folyamán végrehajtják ezen típusú repülőik kivonását. Az elöregedő gépek szerepét az új generációs Eurofighter Typhoonok és a vadászbombázó Tornado-flotta veszi át. A repülőgépek utoljára 2007. április 30-án lesznek szolgálatban. A vadászgépek szolgálat utáni hasznosításáról még nem döntöttek a Brit Királyi Légierő illetékesei.
- 160 db helikopter

## Királyi Haditengerészet (Royal Navy)
Létszám
42 350 fő 
Hadihajók

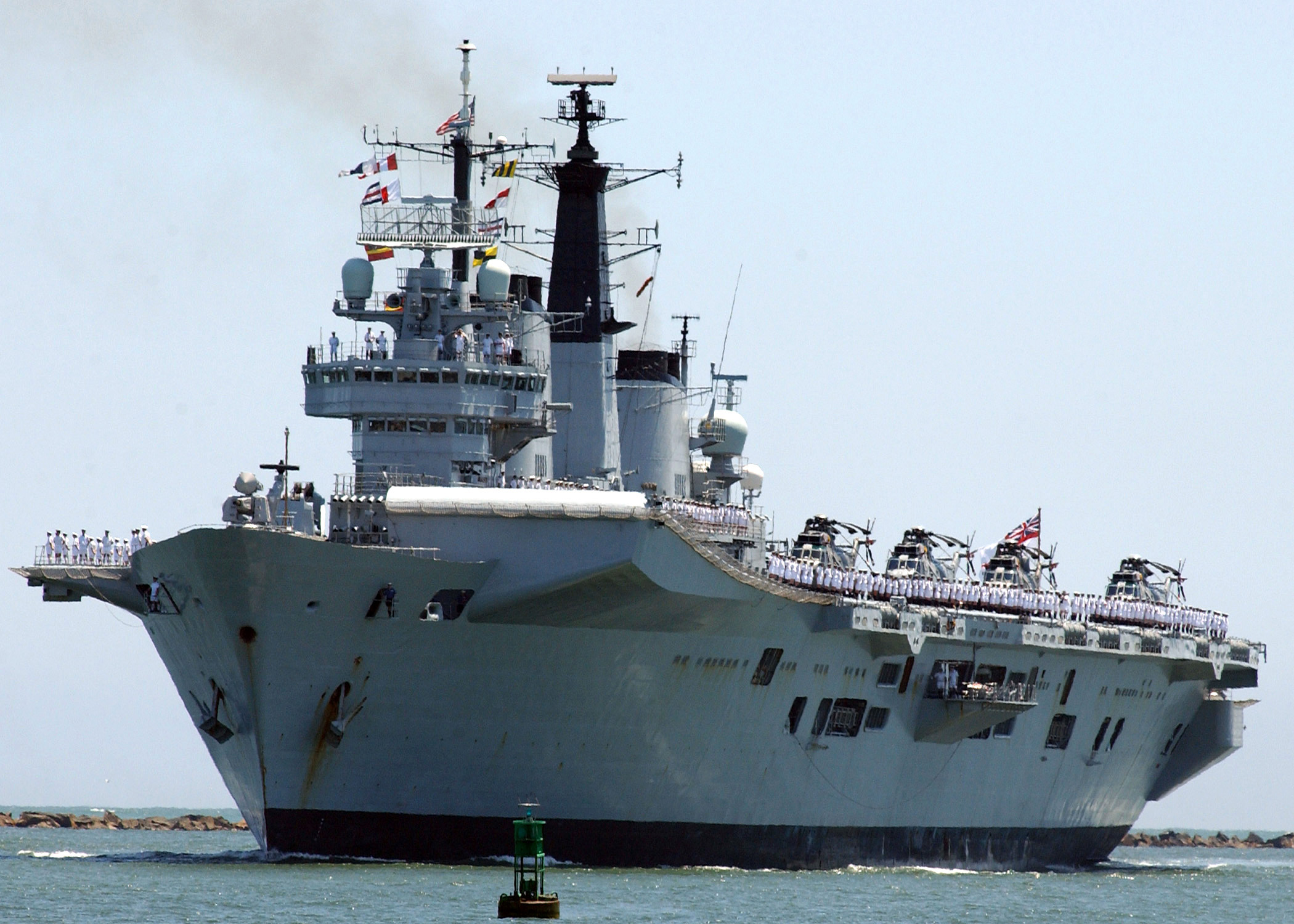
HMS Invincible a Brit Királyi Tengerészet repülőgép hordozója

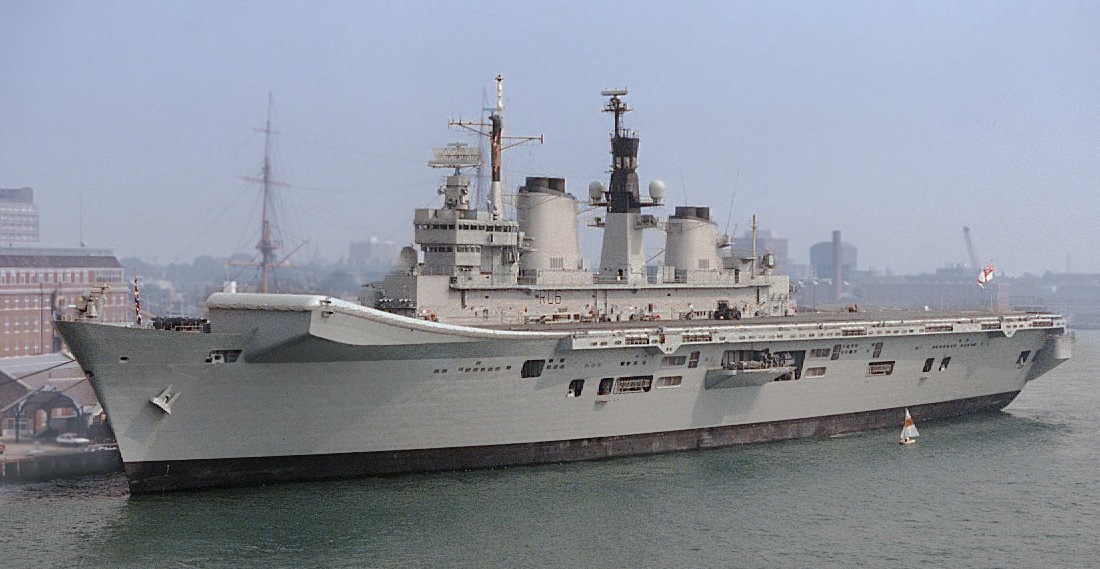
HMS Illustrious a Brit Királyi Tengerészet repülőgép hordozója

- 2 db szuper repülőgép-hordozó (próbaüzem alatt)
- 2 db partraszállást támogató helikopter-hordozó deszanthajó
- 4 db Vanguard osztályú nukleáris hajtóműves ballisztikus rakétát hordozó tengeralattjáró (64 db Trident D–5 típusú ballisztikus rakétával) - Hadászati Nukleáris Erők
- 7 db nukleáris hajtóműves vadász tengeralattjáró
- 6 db nagy méretű romboló
- 13 db fregatt
- 20 db járőrhajó
- 23 db aknarakó/szedő hajó
- 5 db kétéltű hadihajó
- 20 db támogató hadihajó

Haditengerészeti légierő (Fleet Air Arm)
- 34 db harci repülőgép (Sea Harrier, F-35 Jonit Strike Fighter)
- 180 db harci helikopter (Lynx, Merlin, Sykorski)

Királyi Tengerészgyalogság (Royal Marines)
- 7760 fő (speciálisan képzett elitalakulat)

A brit Királyi Tengerészgyalogság (Royal Marines) jelvénye.
A brit Királyi Tengerészgyalogság (Royal Marines) zászlója.

Létszám
7000 fő
Állomány
- 3 kommandó zászlóalj
- 1 tüzér zászlóalj
- 2 műszaki zászlóalj

### Új tengeralattjárók a Royal Navynak
A brit védelmi minisztérium kétszázmillió fontos szerződést kötött egy új, nukleáris tengeralattjáró vásárlására. Az új tengeralattjáró a HMS (His/Her Majestys Ship – Őfelsége hajója) Audacious nevet fogja viselni. A 7800 tonnás tengeralattjáró, amelyet a legújabb fejlesztésű cirkálórakétákkal fegyvereznek fel, az Astute-osztályú hajók negyedik képviselője lesz, és mindemellett a valaha Angliában épített legnagyobb és legerősebb támadó tengeralattjárója a Royal Navy (Királyi Haditengerészet) állományának. Lord Drayson, a védelmi berendezésekért és támogatásért felelős miniszter azt mondta: "Az Audacious csatlakozik a korábbi három, már fejlesztés alatt álló Astute-osztályú hajójához a BAE Systems Barrow-in-Furnessben található hajógyárában. A mai közlemény hűen tükrözi elkötelezettségünket a támadó atomtengeralattjáró-program iránt. Kifejezi elkötelezettségünket a Királyi Haditengerészet iránt is, amelynek szüksége van ezekre a hajókra ahhoz, hogy méltóképpen teljesíthesse kötelességét a világ bármely pontján. Mindemellett kifejezi eltökéltségünket a brit technológia, a brit tengeralattjáró-ipar fejlesztése mellett is."